# Fort Vredenburgh
Le fort Vredenburgh est un ancien comptoir colonial fortifié situé sur la rive gauche de la rivière Komenda, au Ghana. Il a été établi en 1682 dans la Côte-de-l'Or néerlandaise. Sur le même site, un poste de traite négrière fut établi par les Hollandais vers 1600, mais il fut abandonné peu de temps après. En 1687, le fort anglais de Komenda fut construit sur la rive droite de la rivière. Le fort a été occupé entre 1781 et 1785 par les Britanniques. En 1872, le fort fut cédé au Royaume-Uni, avec l’ensemble de la Côte-de-l'Or néerlandaise.
Il est, depuis 1979, classé au patrimoine mondial de l'UNESCO dans l'ensemble des « Forts et châteaux de Volta, d'Accra et ses environs et des régions centrale et ouest ».

## Histoire
Le fort fait partie d'une série de comptoirs commerciaux fortifiés, fondés entre 1482 et 1786 qui s’étendent le long des côtés ghanéennes entre Keta à l’est et Beyin à l’ouest. Depuis la moitié du XVIIe siècle, l’État de Komenda, également connu sous le nom d’Eguafo, était un lieu de concurrence acharnée entre des commerçants anglais, néerlandais, danois, brandebourgeois et français. Cette concurrence entre les puissances européennes a été aggravée par la concurrence entre les États africains de la région, qui ont conclu des alliances changeantes avec les différentes puissances européennes.
Les Néerlandais avaient exploité de façon intermittente un poste à Komenda, qu’ils avaient transformée en fort en 1682. Ils ne purent néanmoins empêcher Jean-Baptiste du Casse d’établir un poste français à Komenda en 1687. Du Casse avait noué des relations amicales avec le puissant commerçant local John Cabess, mais son poste de traite fut détruit par les alliés des Néerlandais d’Elmina et d’Eguafo environ un mois après sa création. En 1689, les Hollandais étendirent leur fort, mais constatèrent que leur influence était sérieusement diminuée car ils avaient offensé Cabess en chassant les Français.

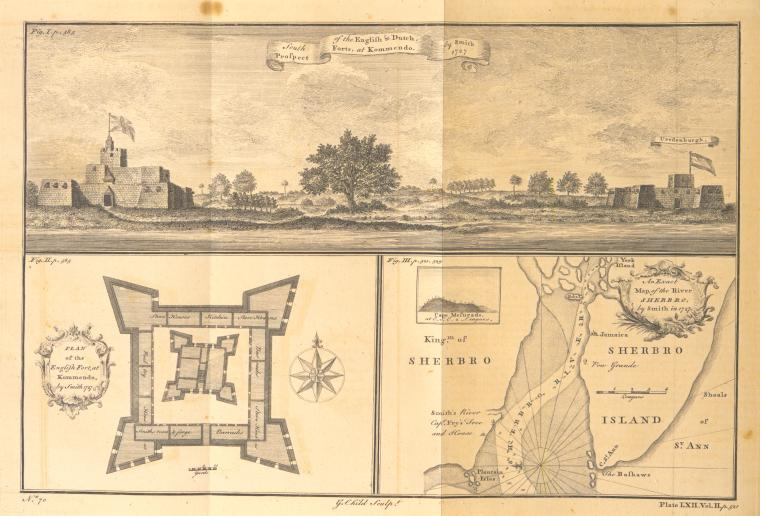
Le fort anglais et le fort néerlandais, de part et d'autre de la rivière Komenda.

Au tournant du XVIIIe siècle, Komenda fut le théâtre de plusieurs « guerres de Komenda » , auxquelles participèrent les Hollandais, les Anglais et leurs alliés locaux respectifs. En 1694, les Anglais construisirent un fort dans les limites du fort Vredenburgh sur la rive droite de la rivière Komenda avec l’aide de John Cabess.
La rivalité était à la fois une rivalité au sein de l’État d’Eguafo et une rivalité entre les puissances européennes. En fait, à l’époque des guerres de Komenda, la Grande-Bretagne et les Provinces-Unies formaient une union personnelle, les deux États étant dirigés par Guillaume III.

## Galerie

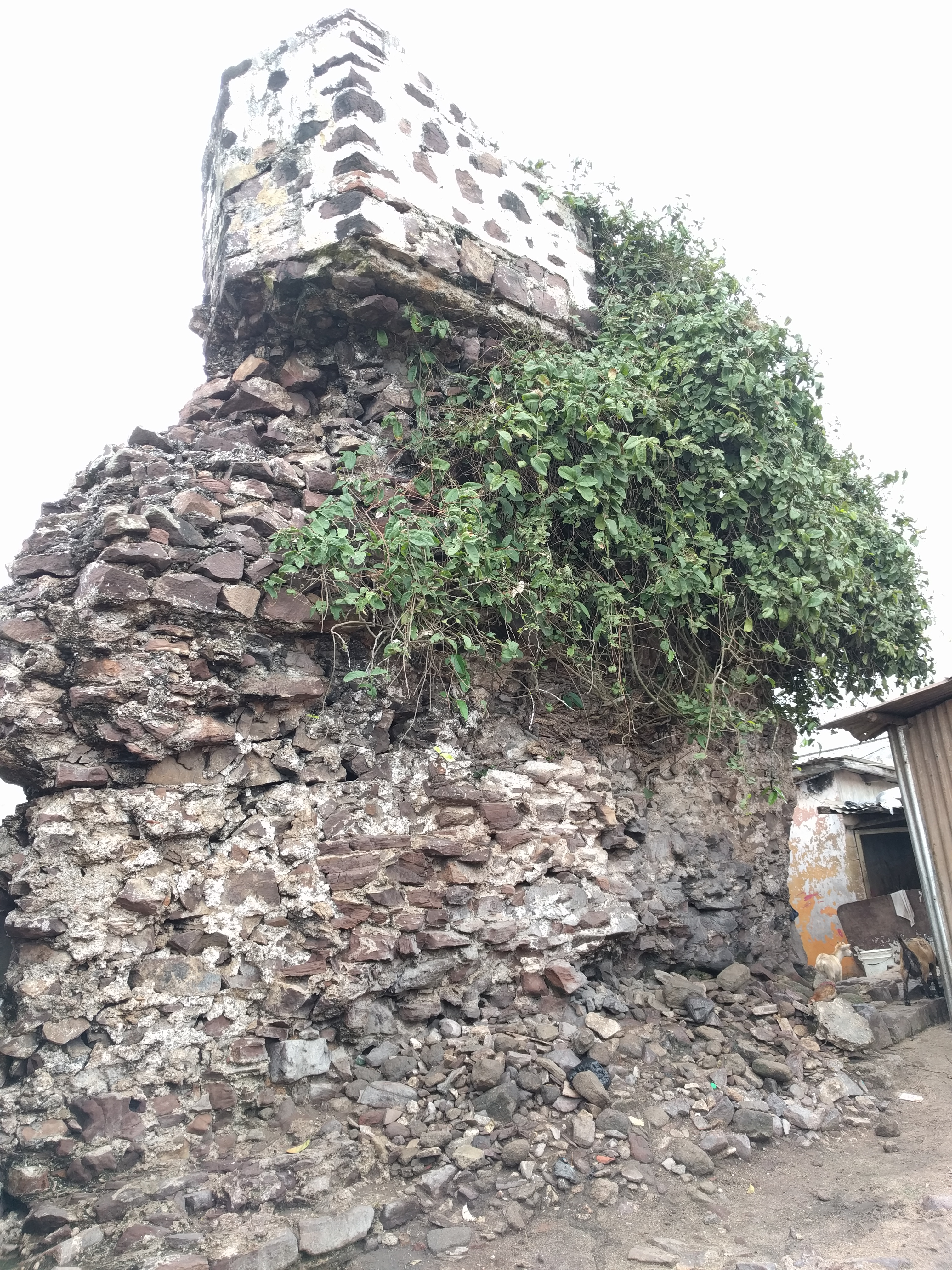
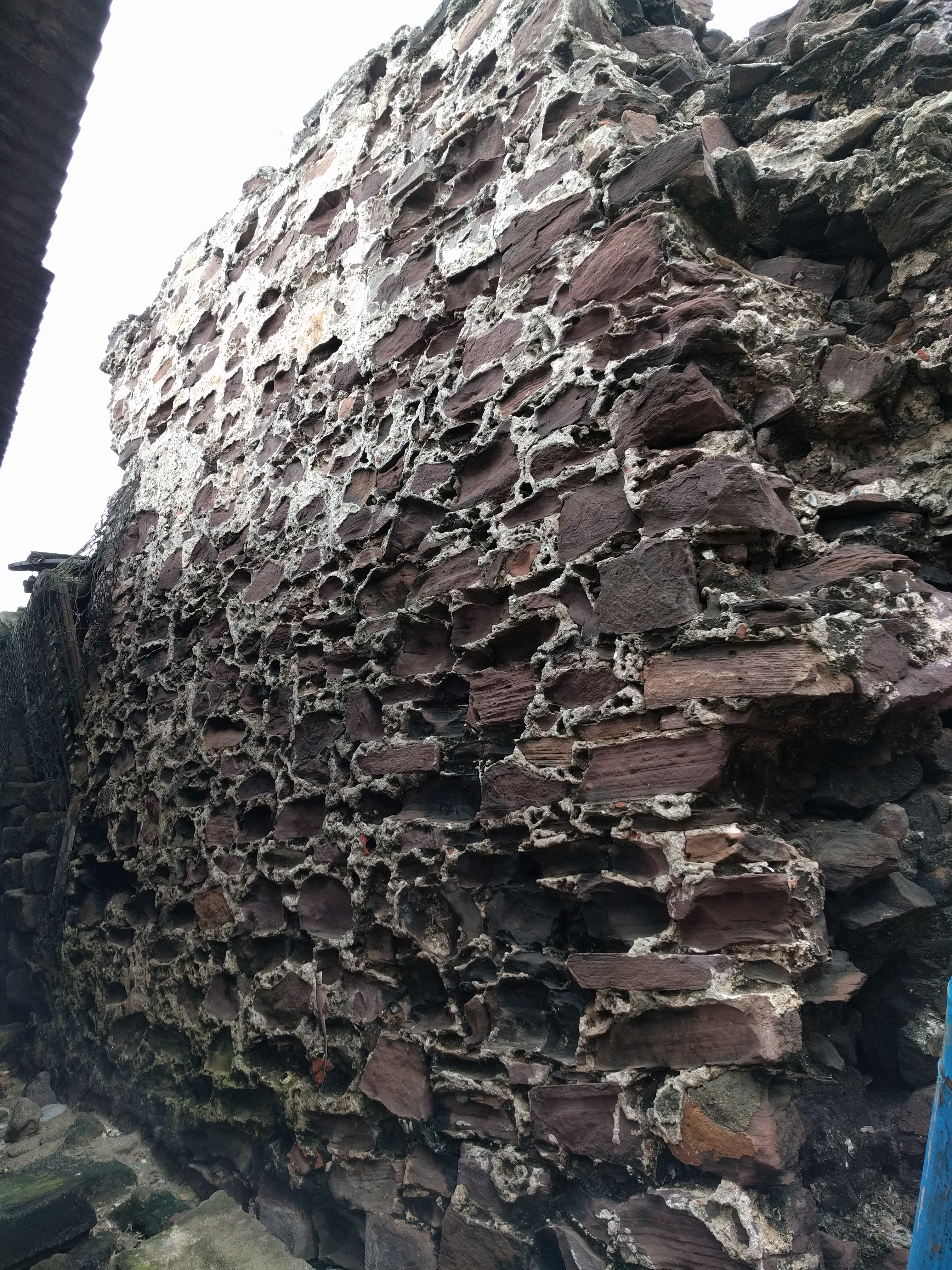
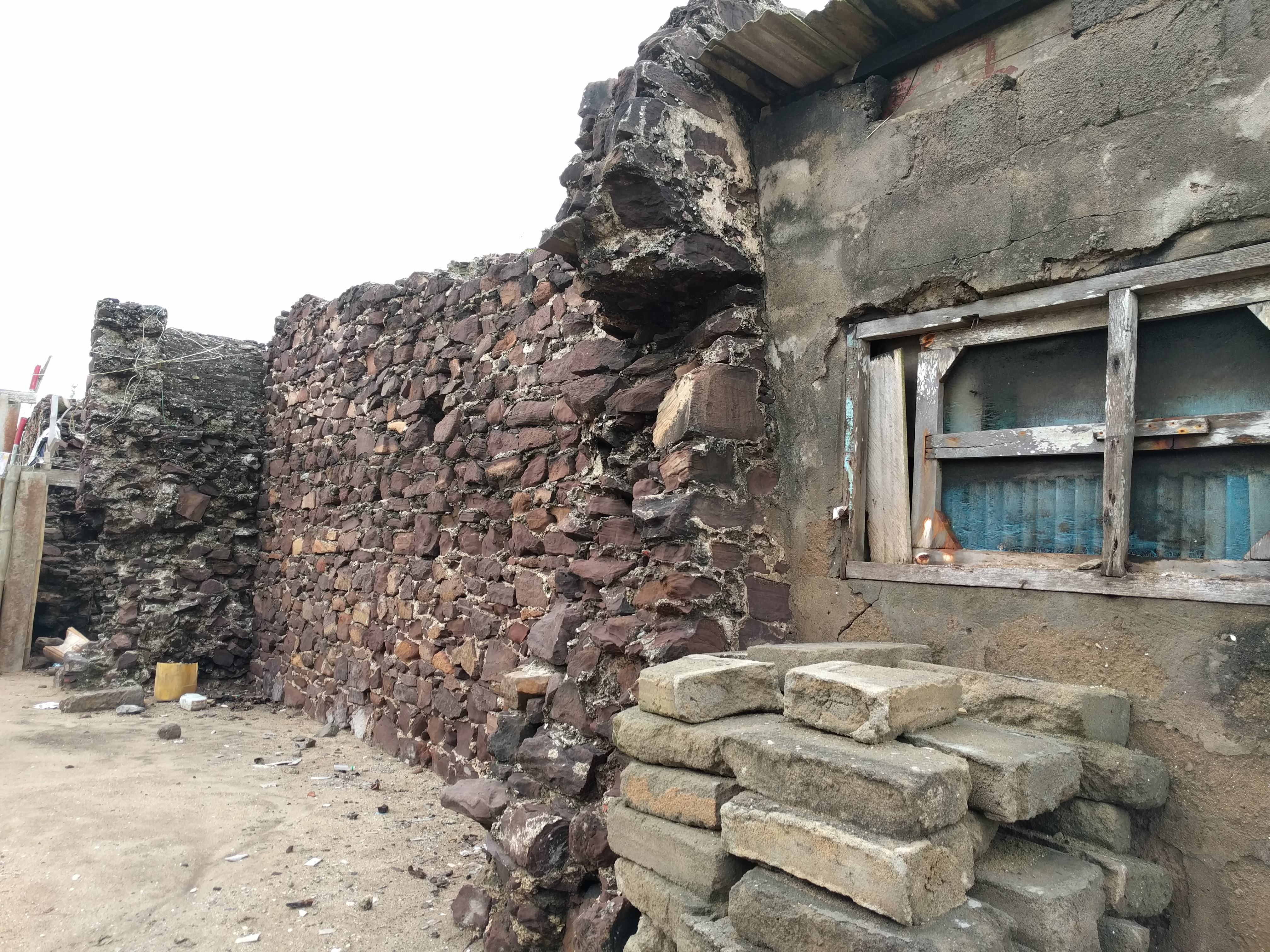